# Iligan
Iligan, chính thức là City of Iligan, (tiếng Cebuano: Dakbayan sa Iligan; tiếng Filipino: Lungsod ng Iligan), hoặc được gọi là Thành phố Iligan, là một thành phố đô thị hóa cấp 1 ở Bắc Mindanao, Philippines. Theo điều tra dân số năm 2015, đô thị này có dân số 342.618 người.
Về mặt địa lý nằm trong tỉnh Lanao del Norte nhưng được quản lý độc lập với tỉnh. Đây là một phần của Trung tâm Mindanao (vùng 12) cho đến khi tỉnh này được di chuyển theo miền Bắc Mindanao (vùng 10) vào năm 2001.
Iligan có tổng diện tích đất là 813,37 km2 (314.04 sq mi), làm cho nó trở thành một trong 10 thành phố lớn nhất của Philippines về diện tích đất. Nó có dân số 342.618 người trong cuộc điều tra dân số năm 2015. 
Iligan trở thành thành phố Lanao del Norte ngày 16 tháng 6 năm 1950.

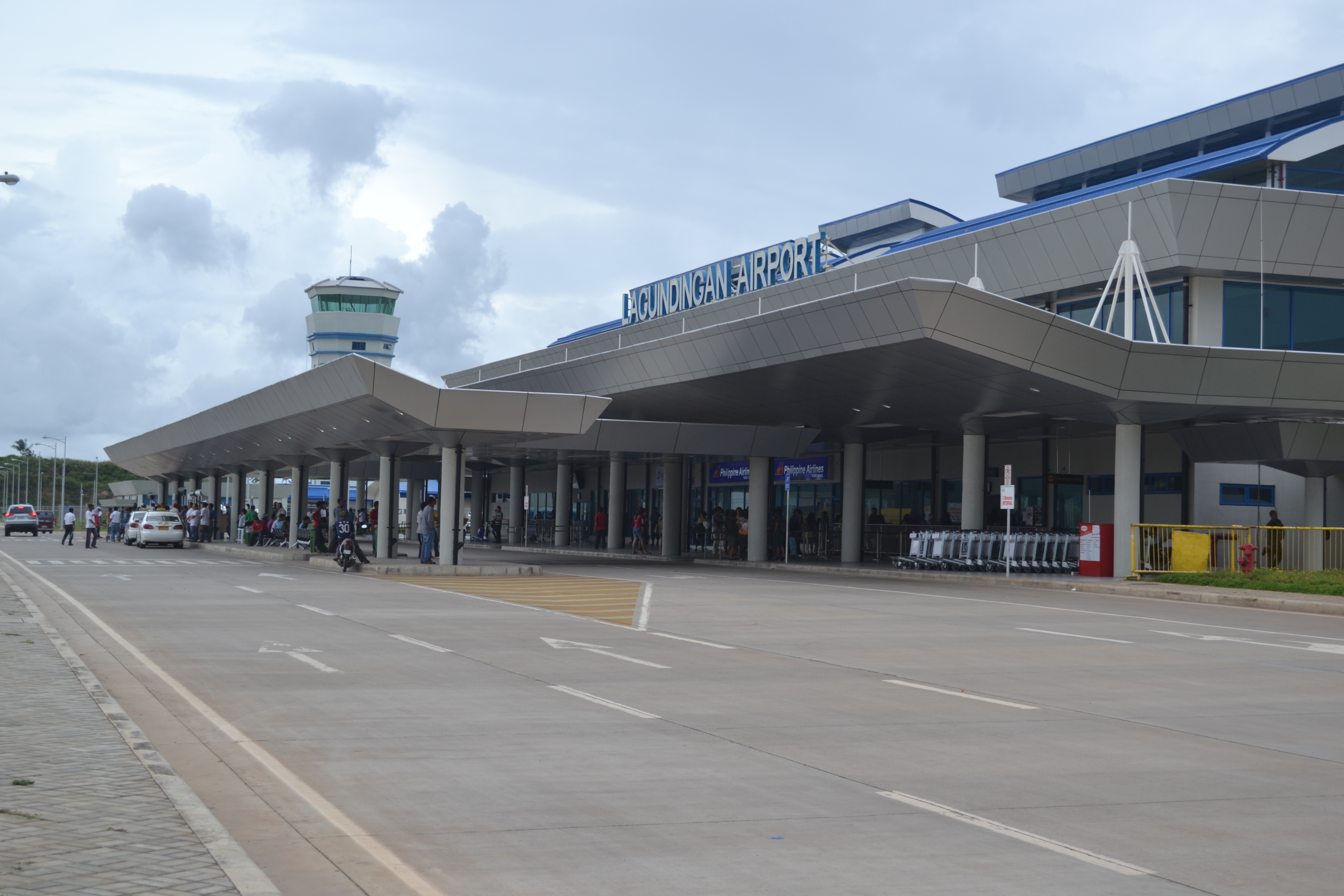
Sân bay Laguindingan

Thành phố có sân bay Laguindingan, nằm ở khu tự quản Laguindingan, Misamis Oriental, mở cửa ngày 15 tháng 6 năm 2013, Sân bay này thay thế sân bay Lumbia as làm sân bay chính của Misamis Oriental và Bắc Mindanao. Sân bay có các tuyến bay với Manila, Cebu, Davao và Zamboanga của các hãng hàng không Philippine Airlines và Cebu Pacific.

## Du lịch

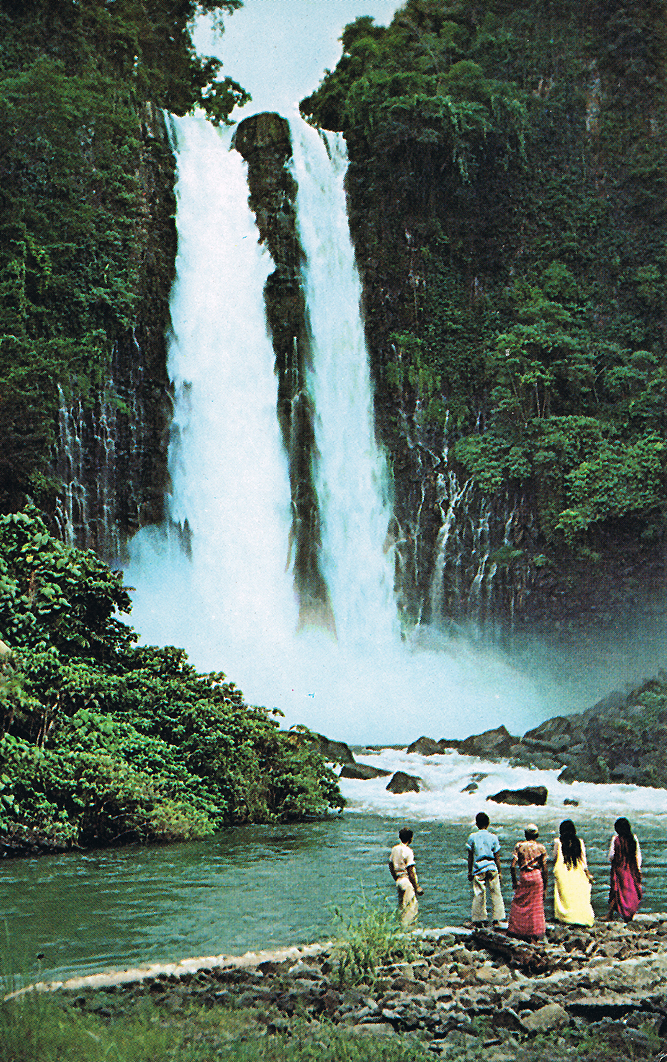
Thác nước Maria Cristina.

Iligan được biết đến như là "Thành phố các thác nước hùng vĩ" vì có nhiều thác nước nằm trong khu vực của nó. Có khoảng 24 thác nước trong thành phố. Thác nước Maria Cristina nổi tiếng nhất. Đây cũng là nguồn điện chính của thành phố, được khai thác bởi Nhà máy thủy điện Agus VI.
Các thác nước khác ở thành phố là thác nước Tinago, có thể đi qua cầu thang 300 bậc ở Barangay Ditucalan. Thác nước Mimbalut ở Barangay Buru-un, Thác Abaga ở Barangay Suarez, và thác nước Dodiongan ở Bonbonon ở Barangay.